# Make He
| Tibetische Bezeichnung               |
| ------------------------------------ |
| Tibetische Schrift: སྨར་ཁོག་ཆུ          |
| Wylie-Transliteration: smar khog chu |
| Chinesische Bezeichnung              |
| Vereinfacht: 马柯河                  |
| Pinyin:Mǎkē Hé                       |

Der Make He (chinesisch 马柯河, Pinyin Mǎkē Hé; tibetisch སྨར་ཁོག་ཆུ Wylie smar khog chu), tibetisch auch Markhog Chu genannt, ist ein Nebenfluss des Oberlaufs des Dadu He (rgyal rong rgyal mo rngul chu). Seine Quelle liegt im Autonomen Bezirk Golog der Tibeter in der Provinz Qinghai, er fließt südwärts durch die Kreise Cigdril (gcig sgril) und Pema (pad ma) und mündet in der Provinz Sichuan im Autonomen Bezirk Ngawa der Tibeter in den Dadu He.